# Lybius leucocephalus
Lybius leucocephalus е вид птица от семейство Lybiidae.

## Разпространение
Видът е разпространен в Камерун, Демократична република Конго, Кения, Нигерия, Судан, Танзания, Уганда, Централноафриканската република, Чад и Южен Судан.